# فرانك جاي وليامز
فرانك جاي وليامز (بالإنجليزية: Frank J. Williams)‏ هو محامي وقاضي أمريكي، ولد في 24 أغسطس 1940 في ريتشموند في الولايات المتحدة.

## وصلات خارجية
- فرانك جاي وليامز على موقع إن إن دي بي (الإنجليزية)